# Mycomicrothelia hemisphaerica
Mycomicrothelia hemisphaerica är en lavart som först beskrevs av Johannes Müller Argoviensis, och fick sitt nu gällande namn av David Leslie Hawksworth. Mycomicrothelia hemisphaerica ingår i släktet Mycomicrothelia och familjen Trypetheliaceae.   Inga underarter finns listade i Catalogue of Life.